# Chichat
Chichat est un réservoir qui se trouve dans le woreda d’Inderta au Tigré en Éthiopie. Le barrage d’une longueur de 482 mètres a été construit en 1985 par la Relief and Rehabilitation Commission.

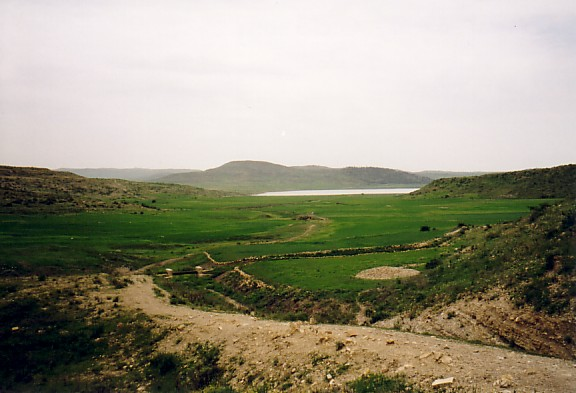
Chichat (vue depuis le barrage d'Indazib'i)

Le bassin versant du réservoir a une superficie de 28,89 km2, et une longueur de 6 740 mètres. Le réservoir subit une sédimentation rapide. La lithologie du bassin est composée de Schiste d’Agula. Dès que les eaux commencent à se retirer, après la saison des pluies, les paysans environnants pratiquent l’agriculture sur les alluvions. Une partie des eaux du réservoir est perdue par percolation, un effet secondaire et positif est que ces eaux contribuent à la recharge des aquifères.